# Krauss Typ XLV c
Der Typ XLV c waren normalspurige Dampflokomotiven von Krauss, die von 1883 bis 1890 entwickelt und gebaut wurden. Beliefert wurden unter anderem die privaten Lokalbahnen Schaftlach–Gmund und Gotteszell–Viechtach mit je zwei Lokomotiven mit den Fabriknummern 1202 und 1203 bzw. 2263 und 2264, die die Namen Schmiedbalthes und Fromund bzw. Marie und Anna trugen. Die Anna ist erhalten und befindet sich im Localbahnmuseum Bayerisch Eisenstein.

## Geschichte
Die Lokomotiven wurden ab 1883 als Nassdampflokomotive hergestellt. Folgende Maschinen wurden geliefert:
- Fabriknummer 1202 und 1203 an die Eisenbahn-Actiengesellschaft Schaftlach–Gmund[1]
- Fabriknummer 1204 an die Zuckerfabrik Dobrowitz[2]
- Fabriknummer 1205 nach Witkowitz[2]
- Fabriknummern 1206–1207 nach Dobřichovice[2]
- Fabriknummern 1267–1268 an die Lokalbahn Fehring-Fürstenfeld (Nummern 1–2)[2]
- Fabriknummern 2263–2264 an die Lokalbahn Gotteszell–Viechtach[3]

### Schmiedbalthes und Fromund

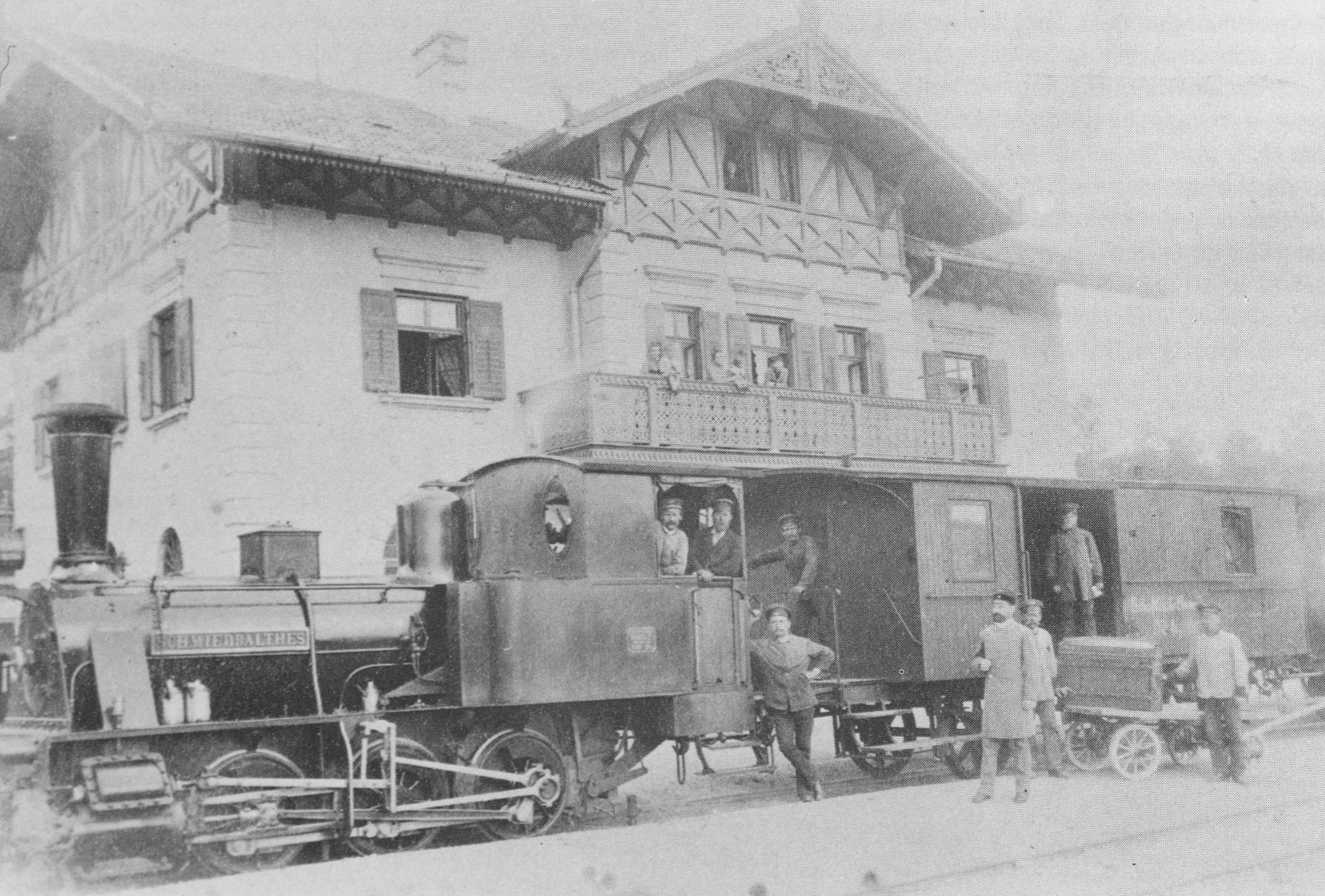
Lokomotive Schmiedbalthes 1895 im Bahnhof Gmund

Als erste Lokomotiven für die Bahnstrecke Schaftlach-Gmund bestellte die Eisenbahn-Actiengesellschaft Schaftlach–Gmund bei Krauss zwei einfache dreiachsige 150-pferdige Lokomotiven.
Für die Steigung am Bahnhof Gmund waren bei trockenen Schienen 75 t, bei nassen Schienen 70 t und bei Nebel, Glatteis und starkem Sturm 55 t zugelassen. Diese Steigungsstrecke war der Grund, weshalb die Lokomotiven immer mit dem Schornstein in Richtung Schaftlach stehen mussten, damit die Feuerbüchsdecke stets mit Wasser bedeckt war. Die zuerst eingebauten stählernen Feuerbüchsen bewährten sich nicht und wurden 1887 durch kupferne ersetzt.
Im ersten Betriebsjahr 1884 legten beide Lokomotiven zusammen 31.000 km zurück, geschätzt davon 7 % der Leistungen auf der Steigungsstrecke. In den Jahren 1891 und 1892, nach einer Laufleistung von ca. 135.000 km, erhielten beide Lokomotiven eine Hauptuntersuchung beim Hersteller. Dabei wurde ein Dampfdom eingebaut und ein Neuanstrich durchgeführt. 1904 und 1905 erhielten die Lokomotiven neue Kessel.
Nach Ablieferung der Lokomotiven TAG 4 und TAG 5 und besonders durch die Einschränkungen im Ersten Weltkrieg wurden beide Lokomotiven nur noch für untergeordnete Dienste verwendet. Ausgemustert wurden sie bis 1926. In ihrer etwa 40-jährigen Dienstzeit sind beide Lokomotiven rund 500.000 Kilometer gefahren.

### Marie und Anna
1890 beschaffte auch die Lokalbahn Gotteszell–Viechtach (LGV) zwei Lokomotiven dieses Typs, die in der Zwischenzeit einige maßliche Unterschiede aufwiesen, für den Erstbetrieb auf ihrer Strecke und bezeichnete sie mit den Namen Marie sowie Anna.
Da die Leistung in der Zwischenzeit etwas größer geworden war und auch konstruktiv einige Änderungen durchgeführt wurden, verfügte bei der technischen Zulassung der Lokomotiven der Dampfkesselüberwachungsverein wegen des bestehenden Risikos eine Reduzierung des Kessldrucks auf 8 bar. Da damit die Lokomotive nicht mehr wirtschaftlich zu betreiben war, wurde durch einen Jurist der königl. Bayr. Bezirksregierung in Landshut eine Aufhebung der Kesseldruckreduktion im Vertrauen auf die Arbeit der Firma Krauss erstellt.
Die Lokomotive Marie wurde 1920 nach der Beschaffung der ersten Lokomotiven mit Heißdampf an die Papierfabrik in Teisnach abgegeben, wo sie 1958 verschrottet wurde. Die Anna, die von der Regentalbahn als RAG 01 bezeichnet und auch auf der Lokalbahn Deggendorf–Metten eingesetzt wurde, wurde 1966 nach 76 Jahren Betrieb abgestellt. 1980 wurde die Lok, die als Exponat die einzige aus der Gründerzeit der Regentalbahn darstellt, im Localbahnmuseum Bayerisch Eisenstein ausgestellt.

## Technik
Die Lokomotiven, die zur Zeit der bayerischen D VII entstanden, wiesen im Laufe ihrer Bauzeit einige Verbesserungen auf; so betrug die Leistung bei den Lokomotiven für die Bahnstrecke Schaftlach–Gmund noch 150 PS, bei denen der Localbahn Gotteszell-Viechtach schon 200 PS. Grund war u. a. die Erhöhung des Zylinderdurchmessers von 300 mm auf 320 mm. Außerdem wurden sie im Laufe ihrer Bauzeit etwas länger (von 6965 mm auf 7100 mm Länge über Puffer). Das bewirkte auch eine Erhöhung des Dienstgewichtes von 21,8 auf 23 Tonnen bei ungefähr gleichen Betriebsvorräten. Gegenüber den Staatsbahnlokomotiven hatten sie eine größere Verdampfungsheizfläche, einen kleineren Treibraddurchmesser, bedingt durch den Einsatz auf Steigungsstrecken, und eine geringere Höchstgeschwindigkeit. Die Achsanordnung war symmetrisch. Die Lokomotiven der Bahnstrecke Schaftlach–Gmund hatten einen Krempenschornstein, die von Gotteszell-Viechtach waren mit einem zylindrischen ausgerüstet.